# Phthiria ombriosus
Phthiria ombriosus är en tvåvingeart som beskrevs av Baez 1985. Phthiria ombriosus ingår i släktet Phthiria och familjen svävflugor. Inga underarter finns listade i Catalogue of Life.